# ウプサラ大聖堂

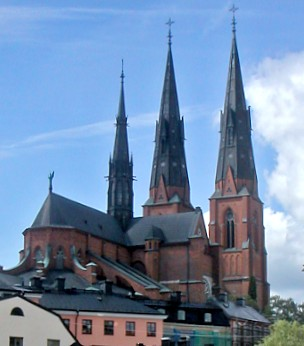
ウプサラ大聖堂

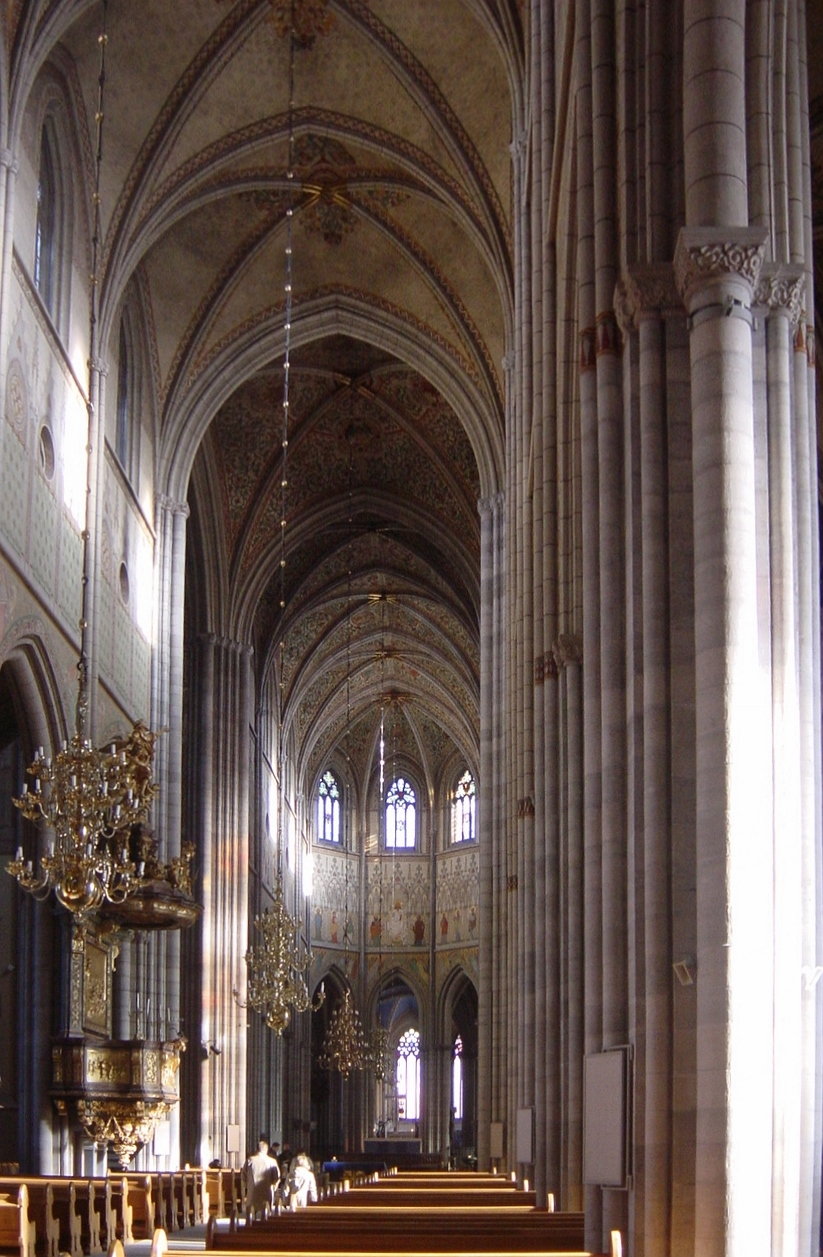
内部

ウプサラ大聖堂（ウプサラだいせいどう、スウェーデン語: Uppsala domkyrka）は、スウェーデン・ウプサラにある、スカンディナヴィア諸国で最大級の教会建築。高さ118.7メートル、幅45メートル。

## 歴史
大聖堂の建設は、ガムラ・ウプサラから大司教座が移転した後の1287年から始まった。完成までに1世紀以上を要した。大司教オラウス・ラウレンティ時代の1435年に使用され始めたというが、最終的な完成に至っていなかった。当時スウェーデン全国で崇拝されていた聖ラウレンティウス、スウェーデンの守護聖人聖エリク（ローマ教皇によって列聖されていない）、ノルウェーの守護聖人聖オーラヴに献堂された。完成したのは、1435年以後10年間の期間である。
大聖堂は、1702年の大火で激しく損傷し、1619年のルネサンス風外観に手直しがされた。例えば、高いオランダ・ルネサンス風尖塔は建築家Carl Hårleman（1700年-1753年）によって小さくドームに似たバロック様式の塔に作り替えられた。2度目の改修は建築家Helgo Zettervall（1831年-1907年）指揮下の1885年から1893年にかけ行われ、彼は大聖堂にフランス風のゴシック・リヴァイヴァル建築要素を与えた。Zettervallは中世の煉瓦壁の大部分を大幅に改造し、白く洗い晒した目隠し窓をもたらすほっそりとした外観を与えた。
最初の中世時代の大聖堂は、バルチック・国際ゴシック様式で、頑丈な煉瓦の壁が採用されていた。小さなバロック様式の塔群は第三の塔や、交差廊上の小塔群を含め高い（フランスに触発された）尖塔に取って代わられた。内部の天井と壁はネオ・ゴシック様式の装飾がなされ、マルティン・ルターのような描写がいくつか見られるものの、大聖堂の中世の遺産を再構築しようとはされなかった。Zettervallによって加えられた外側構造のセメント部分は、数十年後に取り払われた。
中世には、教会を除く全てのウプサラの家々は木造か煉瓦でできた平屋か二階建てからなっていた。大聖堂は今日よりも一層巨大に見えていただろうと思われる。興味深いことに、宗教改革までは教会はウプサラ周辺の住民の信仰の中心地というわけではなかった。教会は、教会法によって公的サービスのため取っておかれたのである。ウプサラの主要教会で教区教会は、聖ペテロ教会、聖母教会、そしてフランチェスコ会派修道院と、"Bondekyrkan"（農民教会、の意味）であった。農民教会以外の3つの教会は、ウプサラの商業区Fyrisånの東側に存在したが、宗教改革の間に相次いで壊された。
大聖堂は多くのスウェーデン王・王妃の戴冠式が行われた場所である。主に中世から17世紀後半まで戴冠式が執り行われた。その後1872年よりストックホルム大聖堂が公式の戴冠式の場所となった（オスカル2世が戴冠した1872年までの間、スウェーデン王は戴冠式を行わない空白の時期だった）。

### 埋葬されている著名な人物
スウェーデン王、また著名な人物が大聖堂内に埋葬されている。
- グスタフ・ヴァーサ - 16世紀のスウェーデン王。3人の妃と共に埋葬されている。
- ヨハン3世 - 王妃カタジナと共に埋葬されている。
- カール・フォン・リンネ - 18世紀の植物学者。
- オラウス・ルドベック - 17世紀の科学者。ウプサラ大学の薬学教授。
- エマヌエル・スヴェーデンボリ - 18世紀の科学者。1908年にイギリスから移葬された。
- ナータン・セーデルブロム - 聖職者。ウプサラ大司教。1930年にノーベル平和賞受賞。
- 聖エリク - 12世紀のスウェーデン王。スウェーデンの守護聖人。
- ラウレンティウス・ペトリ（英語版） - スウェーデン史上初のルーテル教会派大司教。

## ダグ・ハマーショルド記念碑
大聖堂内には、任期中に事故死した国際連合事務総長ダグ・ハマーショルドの小さな記念碑がある。そこにはスウェーデン語で以下の文が刻まれている。

Icke jag

utan gud i mig

Dag Hammarskjöld 1905 - 1961

- 英語訳：Not I, but God in me.
- 日本語訳：私ではなく、私の中の神。

座標: 北緯59度51分29秒 東経17度37分58秒 / 北緯59.85806度 東経17.63278度